# Santiago Jonama
Santiago Jonama i Bellsolá  (La Bisbal, Gerona, - La Coruña, 1823), escritor, lexicógrafo, diplomático y periodista español.

## Biografía
Era hermano de Lucía Jonama, comandanta de una de las compañías de mujeres del Sitio de Gerona durante la Guerra de la Independencia. En Barcelona publicó un lingüísticamente muy importante Ensayo sobre la distinción de los Sinónimos de la lengua castellana, 1806 y su Defensa, del mismo año. 
Fue ministro de la Real Hacienda en Filipinas entre 1808 y 1809. Desde Manila dirigió dos Memorias a la Junta Central en 1809. Tras pasar por Inglaterra, llegó a Cádiz en 1811 y fue nombrado oficial de la Secretaría de Gobernación. Colaboró en el Revisor Político, en El Conciso y en El Redactor General. En 1812 fundó con Antonio Alcalá Galiano El Imparcial. 
Al acabar la guerra solicitó el consulado general de Hamburgo, pero solo obtuvo el particular de Ámsterdam, en cuyo puesto estuvo hasta 1820; hasta esa fecha intervino en diversas negociaciones, por ejemplo en una en 1816 para librar el Mediterráneo de piratas argelinos y en 1817 envió al ministro Pizarro un informe sobre el comercio español en América; rechazó algunas propuestas, como la de ser encargado de negocios en Constantinopla o ser juez en la comisión mixta para la abolición del tráfico de negros. Para polemizar contra la obra del abate de Pradt, antiguo arzobispo de Malinas, Des Colonies et de la révolution actuelle de l'Amérique (París, 1818), en la que defendía la desaparición del fenómeno colonial y vaticinaba la emancipación de la América española a causa de las violencias de la antigua conquista, publicó en francés sus Lettres à M. de Pradt. Par un indigène de l’Amerique du Sud, París, 1818, con el propósito de detener el movimiento de Independencia de la América española. 
Poco antes de 1820 aceptó ser nombrado miembro de una comisión pacificadora que debía acompañar la expedición a Ultramar de las tropas españolas, pero la revuelta de Rafael del Riego lo impidió. Intendente de provincia en 1820, todavía el 3 de enero se dirige al rey doliéndose de la introducción de ideas subversivas en España... Y sin embargo se sumó en seguida a la Revolución liberal. El 1 de abril de 1820 dirige a Fernando VII una Carta al Rey, acompañándole algunas reflexiones acerca de las ventajas del Régimen constitucional, Madrid, 1820. Intervino en La Fontana de Oro y probablemente fue masón, y con toda seguridad comunero y carbonario. Participó en el primer Ateneo de Madrid y fue redactor de El Eco de Padilla, Madrid, 1821, de El Independiente, Madrid, 1822 y de El Tribuno, Madrid, 1822. Dirigió El Patriota Español, Madrid, 1822. 
Según Juan Francisco Fuentes, El Patriota español fue «el exponente de un liberalismo radical que hace de su fervorosa adhesión a la patria y a la Constitución gaditana sus principales señas de identidad».
Evaristo San Miguel lo expulsó de Madrid y marchó a Cádiz, a donde llegó el 1 de enero de 1823. En defensa de El Zurriago publicó “Carta a Alcalá Galiano” en El Constitucional de Cádiz, 4 de enero de 1823 y en El Indicador de Madrid, el 15 de enero de 1823. El jefe político de Cádiz, Bartolomé Gutiérrez Acuña, lo hizo detener, y lo envió a La Coruña, reclamado al parecer por el juez Talens, y allí murió en un claabozo antes de mayo de 1823, víctima de la represión de los liberales moderados, no de los absolutistas.

## Obras
- Ensayo sobre la distinción de los Sinónimos de la lengua castellana, Madrid, Impr. Real, 1806 y Barcelona, 1806, reimpreso en Barcelona, Imprenta de Oliva, 1836.
- Defensa, Barcelona, 1806.
- Lettres à M. de Pradt. Par un indigène de l’Amerique du Sud, Paris, chez Rodríguez, Libraire, 1818, traducido al español en Caracas, 1819 por José Domingo Díaz, y en Madrid por el sacerdote y médico Antonio de Frutos Tejero, Imprenta de Burgos, 1820. Hay edición crítica moderna por Alberto Gil Novales de la versión española, Cartas al abate de Pradt por un indígena de la América del Sur por la Sociedad Estatal Quinto Centenario / Instituto de Estudios Fiscales / ICI, 1992.
- Carta al Rey, acompañándole algunas reflexiones acerca de las ventajas del Régimen constitucional, Madrid, 1820.
- De la prueba por jurados, o sea, Consejo de hombres buenos, Madrid, Impr. del Censor, 1820. En la introducción dice ser autor de las Lettres à M. de Pradt y ofrece varios datos biográficos.